# Rapicactus zaragosae
Rapicactus zaragosae (Glass & R.C.Foster) Glass & A.Hofer, es una especie fanerógama perteneciente a la familia Cactaceae. 

## Distribución
Es endémica de Nuevo Leon en México. Su hábitat natural son los áridos desiertos.  Es una especie rara en la vida silvestre.

## Descripción
Es una planta perenne carnosa y globosa con tallos armados de espinas, de color verde y con las flores de color púrpura y amarillo. 

## Sinonimia
- Gymnocactus subterraneus
- Neolloydia subterranea
- Turbinicarpus subterraneus